# Trainspotting (film)
Pour les articles homonymes, voir Trainspotting.
Pour le loisir ferroviaire, voir Ferrovipathe.
Série Trainspotting
T2 Trainspotting
(2017)
Pour plus de détails, voir Fiche technique et Distribution.
Trainspotting ou Ferrovipathes au Québec et au Nouveau-Brunswick est un film britannique réalisé par Danny Boyle et sorti en 1996. Écrit par John Hodge, le film est adapté du roman du même nom publié en 1993 par l'écrivain écossais Irvine Welsh.
Le film raconte les aventures de Mark Renton, dit « Rent Boy », interprété par Ewan McGregor, un jeune toxicomane d'Édimbourg qui tente de se sevrer de l'héroïne et de se séparer de sa bande d'amis qu'il considère comme néfastes. Au-delà de l'addiction à la drogue, le film explore les conditions de vie déplorables de la jeunesse dans une Écosse en pleine dépression économique dans les années 1990.
Trainspotting connaît un large succès critique et commercial. Au Royaume-Uni, pays où le film enregistre le plus d'entrées, il récolte 12 000 000 £, tandis qu'il rapporte 16 491 080 $ aux États-Unis. En outre, il a été présenté hors compétition à la quarante-neuvième édition du Festival de Cannes, où il a fait scandale.
Qualifié de « symbole d'une génération », Trainspotting est devenu, au fil des ans, un film culte, révélant Ewan McGregor et Danny Boyle au grand public, qui s'étaient déjà affirmés deux ans plus tôt par l'intermédiaire du premier long métrage de ce dernier, Petits Meurtres entre amis (Shallow Grave). Irvine Welsh connaît aussi une certaine renommée après la sortie du film, bien qu'il en avait déjà acquis une certaine après la publication de son roman, de même que Kelly Macdonald, Ewen Bremner ou encore Kevin McKidd.
Une suite, T2 Trainspotting, sort en 2017. Elle n'est pas tirée du roman Porno, suite de l'œuvre originale publiée en 2002. Comme son prédécesseur, le film obtient des critiques généralement positives, mais un succès commercial moindre.

## Synopsis
Dans les années 1990, à Édimbourg en Écosse, Mark Renton, 26 ans, surnommé « Rent Boy » (Ewan McGregor), se retrouve au chômage, une situation courante pour la plupart des jeunes Écossais de sa génération. Renton traîne dans la banlieue d'Édimbourg avec ses compagnons : Simon David Williamson, alias « Sick Boy » (Jonny Lee Miller), un fan de James Bond manipulateur et séducteur ; Daniel Murphy, dit « Spud » (Ewen Bremner), un homme simple d'esprit mais attachant ; Francis « Franco » Begbie (Robert Carlyle), un individu dangereux accro à l'alcool et à la violence ; et Tommy MacKenzie (Kevin McKidd), un homme honnête, passionné de musculation et fidèle à sa petite amie Lizzy (Pauline Lynch).
Pour financer leur consommation d'héroïne (excepté Begbie, qui préfère l'alcool, et Tommy, menant une vie saine), ils commettent de petits délits afin de se procurer leur drogue chez Swanney, surnommé la « Mère supérieure » (Peter Mullan).
Renton tente de se sevrer et prend des suppositoires à l'opium, fournis par Mikey Forrester (interprété par Irvine Welsh, l'auteur du roman original), un autre trafiquant, pour commencer son sevrage en douceur. Lors d'une soirée en boîte de nuit, il constate que le fait d'arrêter l'héroïne marque le retour du désir sexuel. Il courtise Diane (Kelly Macdonald), une jeune lycéenne délurée, et s'aperçoit, après avoir passé la nuit avec elle, qu'elle n'a que quinze ans. Horrifié, Renton veut mettre un terme à leur relation, mais Diane menace de le dénoncer s'il refuse de la revoir.
Après une excursion en plein air proposée par Tommy, Renton, Spud et Sick Boy décident de replonger dans l'héroïne. Peu de temps après, Lizzy quitte Tommy, en partie à cause de Renton, qui a substitué une cassette vidéo intime de leur relation par une vidéo d'un match de football. Profondément déprimé, Tommy se tourne alors vers l'héroïne. Même la tragique mort du bébé d'Allison, survenue en raison de la négligence de tous alors qu'ils étaient sous l'emprise de la drogue, ne les incite pas à arrêter. Renton et Spud sont ensuite arrêtés pour un petit délit. Spud écope de six mois de prison, mais Renton évite la peine en entamant une cure de désintoxication. Cependant, il rechute rapidement et est au bord de la mort par overdose. Face à cette situation critique, les parents de Renton optent pour une approche drastique en le confinant dans sa chambre jusqu'à ce qu'il se libère de son addiction. Malgré les difficultés rencontrées, Renton parvient finalement à surmonter son problème de dépendance.
Renton, désormais sobre, ressent un vide et une absence de sens dans sa vie. Il décide de rendre visite à Tommy, qui est devenu un toxicomane à plein temps et est séropositif. Sur les conseils de Diane, Rent Boy part pour Londres (Angleterre) et trouve un emploi dans une agence immobilière. Il apprécie sa nouvelle vie et commence à épargner de l'argent, tandis que Diane lui envoie des nouvelles de leurs amis. Cependant, Begbie, recherché pour un vol à main armée, utilise l'appartement de Mark comme refuge pour échapper à la police en Angleterre. Sick Boy, quant à lui, débarque à Londres pour des affaires louches et s'installe également chez Renton. Ce dernier se retrouve rapidement agacé par l'intrusion et les ennuis que cela entraîne.
Finalement, les trois amis retournent à Édimbourg pour assister aux funérailles de Tommy, décédé d'une toxoplasmose.
Sick Boy, ayant connaissance d'une énorme opportunité, propose à Renton, Spud et Begbie de s'associer pour acheter 2 kg d'héroïne au prix de 4 000 £, dans le but de réaliser un profit considérable en la revendant. Bien que réticent au début, Renton se laisse convaincre par l'appât du gain. Les quatre hommes se rendent à Londres où ils parviennent à vendre l'héroïne à un trafiquant pour la somme de 16 000 £. Alors qu'ils célèbrent leur succès, Renton suggère à Spud de partir avec lui en emportant l'argent, mais ce dernier est trop effrayé par Begbie pour accepter.
Très tôt le matin, Renton prend le sac contenant l'argent et décide de partir seul. Spud le voit s'en aller mais choisit de ne rien dire aux autres. Renton laisse 4 000 £ dans un coffre pour Spud, marquant ainsi sa volonté de lui laisser une part du profit, puis prend la décision de commencer une nouvelle vie.

## Fiche technique
Sauf indication contraire, les informations mentionnées dans cette section peuvent être confirmées par les bases de données cinématographiques IMDb et Allociné,  présentes dans la section « Liens externes ».
- Titre original et français : Trainspotting
- Titre québécois : Ferrovipathes
- Réalisation : Danny Boyle
- Scénario : John Hodge, d'après le roman Trainspotting d'Irvine Welsh
- Direction artistique : Tracey Gallacher
- Décors : Kave Quinn
- Costumes : Rachael Fleming
- Photographie : Brian Tufano
- Son : Ray Merrin, Brian Saunders, Mark Taylor
- Montage : Masahiro Hirakubo
- Production : Andrew Macdonald
- Coproduction : Christopher Figg
- Sociétés de production[3] : Channel Four Films, Figment Films, The Noel Gay Motion Picture Company et PolyGram Filmed Entertainment
- Société de distribution[3] : PolyGram Filmed Entertainment (Royaume-Uni), PolyGram Film Distribution (France)
- Budget : 1 500 000 £[4]
- Pays de production :  Royaume-Uni
- Langue originale : anglais
- Format[5] : couleur - 35 mm - 1,85:1 - son Dolby SR
- Genre : Comédie noire
- Durée : 93 minutes
- Dates de sortie[6] :
  - Royaume-Uni : 23 février 1996 (sortie nationale), 19 juin 2016 (Festival international du film d'Édimbourg)
  - France : 13 mai 1996 (Festival de Cannes 1996), 19 juin 1996 (sortie nationale), 10 octobre 2002 (Cherbourg-Octeville Festival of Irish and British Film)
  - Canada : 26 juillet 1996
  - Suisse : 16 août 1996
- Classification[7] :
  -  Royaume-Uni : 18 - Suitable only for adults (Interdit aux moins de 18 ans)[8].
  -  France : Interdit aux moins de 16 ans (visa d'exploitation no 90005 délivré le 24 mai 1996)[9].

## Distribution
- Ewan McGregor (VF : Damien Witecka) : Mark « Rent Boy » Renton
- Ewen Bremner (VF : Didier Brice) : Daniel « Spud » Murphy
- Jonny Lee Miller (VF : Thibault de Montalembert) : Simon « Sick Boy » David Williamson
- Robert Carlyle (VF : Franck Capillery) : Francis « Franco » Begbie
- Kevin McKidd (VF : Christophe Brault) : Thomas « Tommy » MacKenzie
- Kelly Macdonald (VF : Véronique Volta) : Diane Coulston
- Peter Mullan (VF : Pierre Baux) : Swanney, « la Mère supérieure »
- Susan Vidler : Allison
- Eileen Nicholas : Madame Renton
- James Cosmo (VF : Jo Doumerg) : Monsieur Renton
- Shirley Henderson (VF : Valérie Karsenti) : Gail Houston
- Pauline Lynch (VF : Marjorie Frantz) : Lizzy
- Stuart McQuarrie : Gav Temperley / le touriste américain
- Irvine Welsh : Mikey Forrester
- Kevin Allen : Andreas
- Keith Allen (VF : Bernard Métraux) : le dealer
- Dale Winton : l'hôte du jeu télévisé
- Lauren et Devon Lamb (non-crédités) : Dawn, le bébé d'Allison

Sources et légende : version française (VF) sur Voxofilm 

## Production
Le producteur Andrew Macdonald lit Trainspotting, premier roman de l'écrivain écossais Irvine Welsh, dans un avion en décembre 1993 et sent son potentiel pour en faire un film. Il met sur le projet le réalisateur Danny Boyle et le scénariste John Hodge, tous deux très enthousiastes, en février 1994. Boyle persuade Welsh de lui céder une option sur les droits d'adaptation du livre en lui envoyant une lettre où il écrit notamment que « Macdonald et Hodge sont les deux Écossais les plus importants depuis Kenny Dalglish et Alex Ferguson. » Welsh approuve également le fait que les trois hommes ne veuillent pas faire du film un drame social et comptent le rendre accessible à un public assez large. En octobre 1994, Hodge, Boyle et Macdonald passent beaucoup de temps à discuter quels chapitres du livre seront transposés à l'écran, et Hodge termine le premier script en décembre. Macdonald trouve un financement en concluant un accord avec Channel 4, chaîne de télévision britannique connue pour financer des films indépendants.
La phase de préproduction débute en avril 1995, et Ewan McGregor, qui a déjà travaillé avec Boyle, Hodge et Macdonald sur Petits meurtres entre amis (1994), leur film précédent, est tout de suite engagé pour tenir le rôle principal. Pour préparer son rôle, McGregor lit des ouvrages sur l'addiction au crack et à l'héroïne et rencontre des anciens drogués, apprenant comment préparer une dose d'héroïne avec une cuillère. Il se rase également le crâne et perd treize kilos. Boyle dit qu'il voulait pour le personnage de Renton un acteur qui fasse penser à « Michael Caine dans Alfie le dragueur et Malcolm McDowell dans Orange mécanique », quelqu'un de très ambigu, repoussant et charmeur à la fois. Ewen Bremner, qui a joué le rôle de Renton dans l'adaptation du livre au théâtre, accepte d'interpréter le personnage de Spud, alors que Jonny Lee Miller est choisi par Boyle pour le rôle de Sick Boy, en prenant l'accent de Sean Connery lors du casting. Pour le personnage de Begbie, Boyle pense tout d'abord à Christopher Eccleston avant de changer d'avis et d'engager Robert Carlyle, et le réalisateur cherche une actrice sans aucune expérience pour interpréter Diane et passe des annonces dans des boîtes de nuit et des magasins avant de réussir à trouver Kelly Macdonald (qui, malgré ce que son nom peut laisser suggérer, n'a aucun lien de parenté avec le producteur). Irvine Welsh, l'auteur du roman original, joue un petit rôle dans le film, celui du trafiquant Mikey Forrester qui donne à Renton des suppositoires à l'opium au tout début du film quand ce dernier essaye de « décrocher ».
Le tournage du film a lieu pendant l'été 1995 et dure sept semaines. Bien que l'action du film se situe à Édimbourg, capitale de l'Écosse, il est tourné en grande partie à Glasgow, dans une ancienne fabrique de cigarettes pour la plupart des intérieurs, ainsi qu'à Édimbourg pour la première scène et à Londres pour les dernières. En raison du budget limité et des contraintes au niveau de la durée du tournage, la plupart des scènes sont faites avec une seule prise. Lors de la scène des toilettes, où Renton perd ses suppositoires d'opium, les excréments sont en réalité de la sauce au chocolat. Quant à la fameuse scène où McGregor s'enfonce dans le sol à la suite d'une overdose, l'équipe de décoration construit une plate-forme au-dessus d'une trappe pour l'y faire descendre. Pour l'esthétique du film, Boyle est influencé par les couleurs des peintures de Francis Bacon, qui représentent « une sorte de territoire intermédiaire entre la réalité et le fantasme. »

## Bande originale
La bande originale du film est un grand succès. L'album est classé à la 17e place du classement des meilleures bandes originales du cinéma établi en 2011 par le magazine Entertainment Weekly. Elle utilise des chansons d'artistes reconnus (Lou Reed, Iggy Pop, New Order), ainsi que des morceaux de la vague britpop (Pulp, Blur, Elastica, etc). Trainspotting compte à son actif deux bandes originales, éditées chez EMI, contenant soit des musiques tirées du film (première bande originale, orange), soit un mélange entre des musiques du film et des musiques ayant inspiré le réalisateur (deuxième bande originale, verte).

## Accueil

### Accueil critique
Il a reçu un accueil critique très positif, recueillant 89 % de critiques favorables, avec un score moyen de 8,2⁄10 et sur la base de 56 critiques collectées, sur le site Rotten Tomatoes. Sur le site Metacritic, il obtient un score de 83⁄100, sur la base de 27 critiques collectées. Derek Malcolm, du Guardian, évoque « une extraordinaire réussite et une découverte sensationnelle ». Pour Neil Jeffries, du magazine Empire, c'est un film « dont le Royaume-Uni peut être fier », porté par « une distribution fantastique et une bande originale étourdissante ». Desson Howe, Washington Post, met en avant « la verve irrévérencieuse du film, accentuée par un montage dynamique et le langage très coloré des protagonistes » et estime qu'il « s'empare des sujets les plus scabreux et les rend drôles ». L'Express évoque un film sulfureux, contenant « une bonne dose d'humour à froid », salue la remarquable interprétation des acteurs principaux et le compare à un « Orange mécanique des années 90 ». Michel Pascal, du Point, délivre une critique négative, estimant que « le roman-culte d'Irvine Welsh méritait mieux que ce traitement mode et faussement provocateur dans sa délirante surenchère d'images-chocs » malgré une « grandiose bande originale ».
Time Magazine l'a classé troisième meilleur film de 1996. En 1999, le British Film Institute le classe 10e meilleur film britannique de tous les temps. En 2004, il a été élu lors d'un sondage public meilleur film écossais de tous les temps. En 2008, le magazine Empire le classe à la 316e place dans sa liste des 500 meilleurs films de tous les temps. En 2017, le magazine Time Out le classe à la 10e place dans sa liste des 100 meilleurs films britanniques de tous les temps. Il figure dans le Top 250 du classement des films de l'Internet Movie Database, basé sur les votes du public, avec une note moyenne de 8,2⁄10.

### Box-office
Trainspotting sort dans les salles de cinéma britanniques le 23 février 1996 et rapporte 12,3 millions de £ durant toute son exploitation sur grand écran, soit l'équivalent de 3,5 millions d'entrées.
Au moment de sa sortie en Amérique du Nord, le 19 juillet 1996, le film avait rapporté plus de 18 millions de dollars en Grande-Bretagne. Il a d'abord ouvert dans huit cinémas aux États-Unis et au Canada et a rapporté 33 000 $ par écran lors de son premier week-end. Le film s'est étendu à 357 écrans et a fait 16,4  millions de dollars en Amérique du Nord, devenant l'un des films les plus rentables de 1996 en sortie limitée. Trainspotting était le film britannique le plus rentable de 1996, et à l'époque c'était le quatrième film britannique le plus rentable de l'histoire. Outre les 12 millions de livres sterling au Royaume-Uni, le long-métrage engrange 72 millions de dollars au niveau international. Sur la base d'un rapport coût/rendement, Trainspotting était le film le plus rentable de l'année.
En France, Trainspotting sort en salles le 19 juin 1996 et totalise 1 051 859 entrées en fin d'exploitation.

## Distinctions
Entre 1996 et 2017, Trainspotting a été sélectionné 59 fois dans diverses catégories et a remporté 23 récompenses,.

### Récompenses
| Année | Festivals de cinéma                              | Prix                                                     | Lauréat(es)                                 |
| ----- | ------------------------------------------------ | -------------------------------------------------------- | ------------------------------------------- |
| 1996  | Awards Circuit Community Awards                  | ACCA du meilleur scénario adapté                         | John Hodge                                  |
| 1996  | Boston Society of Film Critics Awards            | BSFC Award du meilleur film                              | -                                           |
| 1996  | British Academy Film and Television Arts Awards, | BAFTA Film Award du meilleur scénario adapté             | John Hodge                                  |
| 1996  | National Board of Review                         | NBR Award des dix meilleurs films                        | -                                           |
| 1996  | Seattle International Film Festival              | Golden Space Needle Award du meilleur film               | -                                           |
| 1996  | Seattle International Film Festival              | Golden Space Needle Award du meilleur réalisateur        | Danny Boyle                                 |
| 1996  | Warsaw International Film Festival               | Prix du public                                           | Danny Boyle                                 |
| 1997  | BAFTA Awards, Scotland                           | BAFTA Scotland Award du meilleur film                    | Andrew Macdonald, Danny Boyle et John Hodge |
| 1997  | BAFTA Awards, Scotland                           | BAFTA Scotland Award du meilleur acteur dans un film     | Ewan McGregor                               |
| 1997  | Bodil Awards                                     | Bodil du meilleur film non américain                     | Danny Boyle                                 |
| 1997  | Brit Awards                                      | Brit de la meilleure bande son                           | -                                           |
| 1997  | Czech Lions                                      | Czech Lion du meilleur film en langue étrangère          | Danny Boyle                                 |
| 1997  | Empire Awards                                    | Empire Award du meilleur film britannique                | -                                           |
| 1997  | Empire Awards                                    | Empire Award du meilleur début                           | Ewen Bremner                                |
| 1997  | Empire Awards                                    | Empire Award du meilleur réalisateur britannique         | Danny Boyle                                 |
| 1997  | Empire Awards                                    | Empire Award du meilleur acteur britannique              | Ewan McGregor                               |
| 1997  | Evening Standard British Film Award              | Evening Standard British Film Award du meilleur scénario | John Hodge                                  |
| 1997  | London Critics Circle Film Awards                | ALFS Award de l'acteur britannique de l'année            | Ewan McGregor                               |
| 1997  | London Critics Circle Film Awards                | ALFS Award du producteur britannique de l'année          | Andrew Macdonald                            |
| 1997  | Prism Awards                                     | Prism Award du Long métrage théâtral                     | -                                           |
| 2017  | 20/20 Awards                                     | Felix du meilleur scénario adapté                        | John Hodge                                  |
| 2017  | 20/20 Awards                                     | Felix de la meilleure chanson                            | (pour Lust for Life)                        |
| 2017  | 20/20 Awards                                     | Felix du meilleur montage                                | Masahiro Hirakubo                           |

### Nominations
| Année | Festivals de cinéma                               | Catégorie                                                       | Nommé(es)                       |
| ----- | ------------------------------------------------- | --------------------------------------------------------------- | ------------------------------- |
| 1996  | Australian Film Institute                         | Nomination au prix du meilleur film étranger                    | Andrew Macdonald                |
| 1996  | Awards Circuit Community Awards                   | Meilleur film                                                   | Andrew Macdonald                |
| 1996  | Awards Circuit Community Awards                   | Meilleur réalisateur                                            | Danny Boyle                     |
| 1996  | Awards Circuit Community Awards                   | Meilleure photographie                                          | Brian Tufano                    |
| 1996  | Awards Circuit Community Awards                   | Meilleur montage de film                                        | Masahiro Nishikubo              |
| 1996  | Awards Circuit Community Awards                   | Meilleur acteur dans un second rôle                             | Robert Carlyle                  |
| 1996  | Boston Society of Film Critics Awards             | Meilleur scénario                                               | John Hodge                      |
| 1996  | British Academy Film and Television Arts Awards   | Nomination au prix Alexander Korda du meilleur film britannique | Andrew Macdonald et Danny Boyle |
| 1996  | Festival de Cannes                                | Longs métrages - Hors-compétition                               | Danny Boyle                     |
| 1997  | BAFTA Awards, Scotland                            | Meilleur scénariste                                             | John Hodge                      |
| 1997  | BAFTA Awards, Scotland                            | Meilleur acteur dans un film                                    | Robert Carlyle                  |
| 1997  | BAFTA Awards, Scotland                            | Meilleure actrice dans un film                                  | Kelly Macdonald                 |
| 1997  | Chicago Film Critics Association Awards           | Acteur le plus prometteur                                       | Ewan McGregor                   |
| 1997  | Chicago Film Critics Association Awards           | Meilleur scénario adapté                                        | John Hodge                      |
| 1997  | Chlotrudis Awards                                 | Meilleur réalisateur                                            | Danny Boyle                     |
| 1997  | Dallas-Fort Worth Film Critics Association Awards | Meilleur film                                                   | -                               |
| 1997  | Film Independent Spirit Awards                    | Meilleur film étranger                                          | Danny Boyle                     |
| 1997  | Italian National Syndicate of Film Journalists    | Ruban d'argent européen                                         | Danny Boyle                     |
| 1997  | London Critics Circle Film Awards                 | Film britannique de l'année                                     | -                               |
| 1997  | London Critics Circle Film Awards                 | Réalisateur britannique de l'année                              | Danny Boyle                     |
| 1997  | MTV Movie Awards                                  | Meilleure performance exceptionnelle                            | Ewan McGregor                   |
| 1997  | MTV Video Music Awards                            | Meilleure vidéo de film                                         | Iggy Pop (pour Lust for Life)   |
| 1997  | Online Film & Television Association              | Meilleur film dramatique                                        | Andrew Macdonald                |
| 1997  | Online Film & Television Association              | Meilleur scénario adapté                                        | John Hodge                      |
| 1997  | Oscars / Academy Awards,                          | Meilleur scénario adapté                                        | John Hodge                      |
| 1997  | Satellite Awards                                  | Meilleur film dramatique                                        | Andrew Macdonald                |
| 1997  | Satellite Awards                                  | Meilleur acteur dans un second rôle dans un film dramatique     | Robert Carlyle                  |
| 1997  | Satellite Awards                                  | Meilleur scénario adapté                                        | John Hodge                      |
| 1997  | Turkish Film Critics Association (SIYAD) Awards   | Meilleur film étranger                                          | 3ème place                      |
| 1997  | Writers Guild of America Awards                   | Meilleur scénario basé sur du matériel déjà produit ou publié   | John Hodge                      |
| 2017  | 20/20 Awards                                      | Meilleur réalisateur                                            | Danny Boyle                     |
| 2017  | 20/20 Awards                                      | Meilleur acteur                                                 | Ewan McGregor                   |
| 2017  | 20/20 Awards                                      | Meilleur acteur dans un second rôle                             | Robert Carlyle                  |
| 2017  | 20/20 Awards                                      | Meilleure direction artistique                                  | Kave Quinn                      |
| 2017  | 20/20 Awards                                      | Meilleure conception de costumes                                | Rachael Fleming                 |
| 2017  | 20/20 Awards                                      | Meilleur film                                                   | -                               |

## Article annexe
- Psychotrope au cinéma et à la télévision